# Прудников Павло Іванович
Па́вло Іва́нович Пру́дников (біл. Павел Пруднікаў) (14 липня 1911, село Старий Дєдін Климовицькому повіту Могилевської губернії — 16 березня 2000, Мінськ) — радянський, пізніше білоруський поет і письменник, заслужений працівник культури Республіки Білорусь (1992). Двоюрідний брат поета Олеся Прудникова.

## Ранні роки і перші кроки в літературній діяльності
Павло Прудников народився в багатодітній селянській родині. На час його дитинства припали Перша світова війна (1914–1918), встановлення нової, комуністичної, влади в державі і громадянська війна, а також Радянсько-польська війна 1919–1921 років. Завдяки географічному положенню села Старий Дєдіна, вона опинилася поза театрів бойових дій, але в 1918–1920 фактично перебувала у прифронтовому положенні. Це призвело до того, що сусідні школи постійно закривалися, і Павлу довелося довго чекати постійне місце навчання. Тільки в 1930 році він закінчив семирічну школу в сусідньому селі Милославичі.
У 1924 році, почавши вивчати літературу, уперше виявив потяг до літературної творчості і написав вірш «Стежина». Саме в цей час розгорнувся процес белорусізації в БРСР. Це сприяло тому, що Павло з самого початку писав твори білоруською мовою. З 1926 року він і його двоюрідний брат Олесь Прудніков складали вірші і стали шкільними поетами. Паралельно був деткором, юнкорів, сількорів різних газет. Так, наприклад, коли був знайдений скарб старовинних монет в селі Старий Дєдіна, він з Олесем написав про це репортаж в газету «Беларуская вьоска».

## Життя і творчість у 1930-і рр
На початку 1930-х йому довелося часто змінювати місце роботи. Після закінчення школи він відправився на Донбас, там працював шахтарем, металургом, але скоро повернувся до Білорусі, потім — у Могильові, на будівництво фабрики з виробництва шовку (будівництва першої п'ятирічки). Разом із двоюрідним братом Олесем Прудниковим жив у Мінську, а працював вантажником на залізничній станції «Мінськ-товарна». Кілька разів пробував себе актором у театральній групі, але кожен раз кидав. У 1931–1932 роки працював в Білоруському радіоцентрі, кореспондентом різних газет.
Влітку 1930 року в республіканській газеті «Піонер Білорусі» було надруковано вірш Павла Прудникова «На вакацыі». Цю подію він і вважав початком своєї професійної літературної діяльності. У 1930 в газеті «Чырвоная змена» було надруковано кілька його віршів, які лягли в основу його майбутньої першої книги «Пісні вантажників» (біл. «Песні грузчыкаў», 1932, у співавторстві з Я. Субачем). У 1931 році написав першу поему — «Пікет за пікетом». У 1930-і рр.. він друкувався під псевдонімом Павлюк Буравій (щоб не плутатися з Олесем Прудниковим). Працюючи в Мінську, познайомився з багатьма білоруськими письменниками та поетами того часу, в тому числі з Янкою Купали, Якуба Коласа, Михасем Чаротом, Платоном Головачем та іншими. Пізніше спогади про них лягли в основу книги «Далеке, але не забуте» (біл. «Далёкае, але не забытае», 1988) і не тільки.
У 1932 році був прийнятий на творче відділення літфака Мінського Вищого педагогічного інституту, але скоро залишив його.
У 1932 році поїхав до Ленінграда, де вступив до Ленінградського інституту іноземних мов, а з 1933 став студентом Ленінградського педінституту імені Покровського (Бубнова). У Ленінграді встановив зв'язку з білоруською секцією Ленінградського відділення Союзу радянських письменників СРСР. За пропозицією професора педінституту К. А. Пушкаревіча (за сумісництвом — вченого секретаря Інституту слов'янознавства Академії наук СРСР) після закінчення ВНЗ в 1937 році був посланий навчатися в аспірантуру Академії наук вивчати слов'янські мови, але так і не встиг приступити до навчання, так як 11 серпня був заарештований.

## У ГУЛАГу й перші роки після звільнення
Павло Прудников кілька місяців утримувався в ленінградських «Хрестах». Був засуджений до восьми років заслання. Спочатку був етапований в Бурятську АРСР. У висновку працював на будівництві залізниць, на будівництві шинного заводу в Омську і гірничо-металургійного комбінату в Норильську, вантажником в річковому порту Єнісейська (Красноярський край).
Після закінчення тюремного ув'язнення (серпень 1945 року) працював токарем вагонного депо Норильській залізниці, потім директором бібліотеки Норильського гірничо-металургійного технікуму.
Після повернення в рідні місця (1946 рік) працював в середніх школах Смоленщини (м. Рославль, Рославльський і Ершічскій райони). Тут познайомився зі своєю майбутньою дружиною Ганною. Але довго затримуватися на одному місці не вдавалося, тому що існувала загроза бути заарештованим повторно, тому Павло із сім'єю змушений був виїхати зі Смоленщини. У цей час в сім'ї народилися дві дочки: Ольга і Ніна.
У 1952 році вони зупинилися на Браславщині в селі Слободка. У перший час сім'я опинилася в скрутному матеріальному становищі. Павло влаштувався на роботу вчителем російської мови, літератури та історії в місцевій школі, а його дружина Анна — вчителькою молодших класів.
У січні 1956 року був реабілітований.
Почав знову друкуватися з 1959 року, таким чином, повноцінно повернувшись до літературної діяльності. Ця подія поет розглядав як своє друге народження, тому коли в 1968 року вийшов його друга збірка віршів, він назвав його «Час мого народження» (біл. «Час майго нараджэння»):
Двойчы мне давялося на свет нараджацца,

Захапляцца, любіць і спяваць;

Двойчы мне давялося дрыжэць, хвалявацца —

Па-юнацку жыццё абдымаць.

## Пізніше творчість
У 1968–1969 рр.. Павло Прудников і його сім'я переїхали до Мінська. У 1968—1971 рр.. працював старшим редактором журналу «Служба побуту Білорусі».
З 1971 року — на пенсії, що дало йому більше часу займатися літературною діяльністю і цей період став найпліднішим у його творчості. З 1971 р. — член Спілки письменників Білорусі. У 1970-1980-х рр.. він випускає ряд збірок віршів, серед яких найзначнішим є збірка вибраних творів «Моя магістраль» (біл. «Мая магістраль», 1981). Вірші пронизані темами рідної Могильовщині, краси Браславщіни, враженнями від подорожей до Чехословаччини, на Кавказ.
Двічі, у середині 1970-х і в кінці 1980-х рр.., Павло Прудников відвідував місця свого ув'язнення, в результаті чого в 1975 була написано ряд віршів, а в 1989 р. — оповідання «За знайомим пекучим стежках» (біл. «Па знаёмых пякучых сцежках»). У 1987 році виходить книга для дітей шкільного віку «Зірниця» (біл. «Заранка»). У 1988 році вийшла книга спогадів «Далеке, але не забуте» (біл. «Далёкае, але не забытае»), де автор описує особисті зустрічі з багатьма білоруськими літераторами, починаючи від Янки Купали, Якуба Коласа, Змітера Жилуновичем (Тишки Гартного), письменника і першого глави уряду Білоруської РСР, і закінчуючи Аркадієм Кулешовим та Іваном Мележа.

## Тема сталінських репресій у творчості
З настанням Перебудови в СРСР з'явилася можливість відкрито писати й на тему сталінських репресій. Ще з 1950-х рр.., З часів відлиги, Павло Прудніков виношував задум написати про події, свідком яких він був, і почав робити перші записи. Але відповідна можливість з'явилася лише через тридцять років. Першим твором такого типу стала поема «Таймир», складена в 1975—1987 рр.. (Опублікована в журналі «Полымя» в 1988 р.).
У 1993 році вийшла книга «За колючим дротом» (біл. «За калючым дротам»), за яку автор згодом отримав премію Федерації профспілок Білорусі. Вона була складена з двох повістей: «Їжакові рукавиці» і «Північний пекло» (біл. «Яжовыя рукавіцы» і «Паўночнае пекла») — найбільших творів автора. Повісті носять автобіографічний характер: головним героєм є Михась Остьорський, прототипом долі якого стала доля автора. Перша розповідає про муки головного героя в ленінградських «Хрестах»; у другій розповідається про те, як Михась відбував термін ув'язнення в Сибіру.
У 1996 році в своєму останньому збірці віршів «Пороша» (біл. «Пароша») Павло Прудніков помістив поему «Кожен другий» (біл. «Кожны другі»), також присвячену жертвам сталінських репресій.

## Останні роки життя і нездійснені плани
В останні роки життя Павло Прудников був дуже хворий, через що втратив можливість самостійно записувати нові твори. Тим не менш, він не зупиняв творчу діяльність, диктуючи нові вірші під запис своїм близьким.
У 1998 році до Павла Прудникова звернувся білоруський письменник Леонід Моряков, який збирає дані про репресованих в роки сталінського режиму. Павло Прудніков надиктував свої спогади про дядька Леоніда — Валерії Морякова, який був арештований і розстріляний у 1937 році.
У планах письменника було також опублікувати повість «Опала» (біл. «Апала») — продовження повістей «Їжакові рукавиці» і «Північний пекло» — і поему «Ізгой» (біл. «Ізгой»), в яких розповідалося про митарства колишнього ув'язненого вже після виходу на свободу. Фактично в цих творах автор хотів розповісти про свої поневіряння другої половини 1940-х — початку 1950-х рр.. Але видання твору так і не було здійснено. Також він хотів видати книгу «Незагоєні рани» (біл. «Незагойныя раны») про примусової колективізації в білоруському селі в 1930-і рр.. Неопублікованими залишилися безліч віршів, поема, присвячена чорнобильської трагедії, інші спогади про відомих діячів білоруської культури. Також у планах письменника було видання збірки вибраних творів під назвою «Відгомін» (біл. «Водгулле»). Але будучи хворим, він не встиг здійснити цей задум.

## Значення творчості
Павло Прудніков створив твори як у віршованій, так і в прозовій формі: вірші, поеми, повісті, спогади, вірші для дітей. Творчість відобразило складну долю автора. У ньому переплелися і глорифікація радянського суспільства і його досягнень, і показ зворотного боку радянської системи — репресій, — і філософський роздум про життя, і оспівування краси природи і рідної землі.
Твори 1930-х рр.. відзначені слідами того часу. Основною їх лейтмотив — прославляння ударної праці, трудового ентузіазму, їм властива патетика відозв, лозунговість. Явно відчувається вплив творчості Володимира Маяковського, особливо в плані побудови вірша. У пізнішому віці в його творчості значне місце починають займати роздуми про життя, які часто переплетені з оспівуванням краси рідної землі і осмисленням її минулого. Павло Прудніков став одним з перших білоруських поетів, який присвятив свої вірші красі Браславського краю.
Значним є у творчості Павла Прудникова ряд творів, присвячених сталінським репресіям. Особливістю творчості поета є те, що він втілив розповідь про це у віршованій формі (поеми «Таймир», «Кожен другий», добірка віршів «Балючая памяць»). У повістях і поемах автор описав події, свідком яких був сам.
Досвід спілкування з літераторами різних епох тривалістю в півстоліття був втілений у збірнику спогадів «Далеке, але не забуте» (Мн., 1988). Значна частина книги відведена спогадами про молодих білоруських поетів і письменників 1930-х рр.., Багато з яких загинули на війні або під час великого терору в СРСР: Змітрока Астапенко, Олеся Дударя, Михася Зарецького, Тодора Клешторного та інших.
Вірші Павла Прудникова часто відрізнялися простотою змісту і ритміко-інтонаційним звучанням, але це ж послужило причиною для вказівки автору, що його твори недостатньо глибоко розкривають суть освітлених проблем, не являють собою нічого особливого, новаторського, вказували на наслідки тридцятирічного перерви у творчості. Такі оцінки творчості Павла Прудникова містяться в листах редакторів видавництв, які висилали їх з відмовою на видання чергового збірника віршів чи оповідань. Не в останню чергу саме тому така кількість творів, про які було сказано вище, залишилося невиданим. Такого ж роду критика (в плані поверховості описуваного матеріалу) містилася і в початкових рецензіях на книгу спогадів «Далеке, але не забуте».
На вірші Павла Прудникова «Першамайская» («Перше травня») і «У паходы» («У походи») написав пісні білоруський радянський композитор Юрій Семеняка.

## Матеріали в архівах і музеях
Документи, присвячені життю і творчості Павла Прудникова, можна знайти в Білоруському державному архіві-музеї літератури і мистецтва (ф. 332). Експозиції, присвячені письменнику, містяться в Климовицькому краєзнавчому музеї і Браславський історико-краєзнавчому музеї. Вони корисні для дослідження творчості і біографії цього автора, оскільки наразі видано ще занадто мало критичних матеріалів. Найбільший внесок у цю справу зробили білоруські письменники і журналісти Олесь Мартінович і Леонід Моряков (їх статті наводяться у списку літератури).

## Нагороди
3 квітня 1992 згідно з Указом Президії Верховної Ради Республіки Білорусь № 1568-XII удостоєний звання «Заслуженого працівника культури Республіки Білорусь». У 1995 році Павло Прудников за книгу «За колючим дротом» був нагороджений премією Федерації профспілок Білорусі.

## Твори
- Песні грузчыкаў: Вершы. — Мн., 1932. (в соавторстве с Я. Субачём)
- Час майго нараджэння. Вершы. — Мн., Беларусь, 1968. — 112 с.
- Далёкае і блізкае // Вытокі песні. Аўтабіяграфіі беларускіх пісьменнікаў. Мн., Маст. літ., 1973. — 336 с., іл.
- Прысады: Вершы. — Мн., Маст. літ., 1979. — 80 с., іл.
- Мая магістраль: Выбранае. Вершы, успаміны. — Мн., Маст. літ., 1981. — 239 с., 1 л. партр.
- Заасцёр'е: Вершы, паэма. — Мн., Маст. літ., 1986. — 126 с., іл.
- Заранка: Вершы: Для сярэд. шк. узросту / Маст. М. Д. Рыжы. — Мн., Юнацтва, 1987. — 71 с., іл.
- Далёкае, але не забытае: Успаміны. — Мн., Маст. літ., 1988. — 175 с.
- Познія ягады: Вершы, паэмы. — Мн., Маст. літ., 1990. — 158 с.
- Крыніцы: Выбранае: Вершы і паэмы / Прадм. А. Марціновіча. — Мн., Маст. літ., 1991. — 334 с., іл.
- Па знаёмых пякучых сцежках // Правда истории: память и боль / Сост. Н. М. Жилинский. — Мн., Беларусь, 1991. — 432 с., [4] л., илл.
- За калючым дротам: Аповесці. — Мн., Маст. літ., 1993. — 272 с.
- Пароша: Вершы. Паэма-аповесць. — Мн., Маст. літ., 1996. — 142 с., іл.